# 小行星1541
小行星1541（1541 Estonia）是一颗绕太阳运转的小行星，为主小行星带小行星。该小行星于1939年2月12日发现。
該小行星以東歐國家愛沙尼亞命名。

## 轨道参数
小行星1541的轨道半长轴为2.7693860 UA，离心率为0.067。